# Tiglatpileser III
Tiglath-Pileser III (en acadio: 𒆪𒋾𒀀𒂍𒈗𒊏 «Tukultī-Apil Ešarra»: “Mi confianza está en el hijo de Esharra”), también conocido como Pul (Pulu) en algunas inscripciones babilonias y en la Biblia,  fue un prominente rey de Asiria en el siglo VIII a. C. Gobernó entre 745 y 727 a. C. y es considerado el verdadero fundador del Imperio neoasirio por muchos asiriólogos e historiadores. Tiglath-Pileser III fue uno de los más exitosos comandantes de la historia. Sus conquistas abarcaron la mayor parte del mundo conocido por los antiguos asirios.
Como uno de los reyes asirios más prominentes e históricamente significativos, Tiglath-Pileser III puso fin a un prolongado período de estancamiento asirio, iniciado en el reinado de Adad-nirari III (presuntamente su padre), introdujo numerosas reformas políticas y militares y logró duplicar con creces las tierras bajo el control de Asiria. Debido a la expansión masiva y la centralización del territorio asirio y al establecimiento de un ejército permanente, algunos investigadores consideran que el reinado de Tiglath-Pileser III marcó la verdadera transición de Asiria a un imperio.  Las reformas y los métodos de control introducidos bajo Tiglath-Pileser sentaron las bases para políticas que serían promulgadas no solo por otro reyes asirios en la posteridad, sino también por imperios posteriores durante milenios después de su muerte.

## Campañas militares
Hijo de Adad-nirari III, fue precedido en el trono por tres de sus hermanos, sin importancia histórica, que fueron asesinados. Restableció rápidamente el orden interior, y durante su primer año de reinado emprendió la primera expedición militar contra las tribus arameas y caldeas del sur, respetando la integridad de Babilonia, de la que se consideraba protector natural, así como de sus santuarios.
Al año siguiente, dirigió las operaciones contra las tribus montañosas de los Zagros. En 743 a. C. se enfrentó con una coalición siria, apoyada por Urartu, sitiando Arpad, que era el centro de la rebelión, durante tres años, hasta su caída, lo que provocó que los demás reinos sirios se sometieran como tributarios.
Una vez dominada Siria, se dirigió contra los medos, obteniendo un enorme botín de ganado y prisioneros, que fueron deportados a la región del Diyala. En 735 a. C. atacó a su principal enemigo, Urartu, apoderándose de una serie de fortalezas, aunque no pudo conquistar la capital Turushpa.
Al año siguiente volvió a Siria para sofocar diversas rebeliones en Damasco, Samaria, Ascalón y Gaza. También acudió en ayuda del rey Acaz de Judá, al que asediaban Israel y Damasco, por lo que invadió ambos Estados, deportando a las poblaciones e imponiendo a su protegido Oseas en Israel en 732 a. C.

## La doble corona real
Con respecto a Babilonia, no queriendo reducirla a provincia ni dejarla en manos de aventureros, inició una nueva política, la de ligarla a Asiria por una doble monarquía personal. Así se proclamó rey de Babilonia en 728 a. C., con el nombre de Pulu o Pul, logrando la adhesión del clero de Marduk.

## Consecuencias

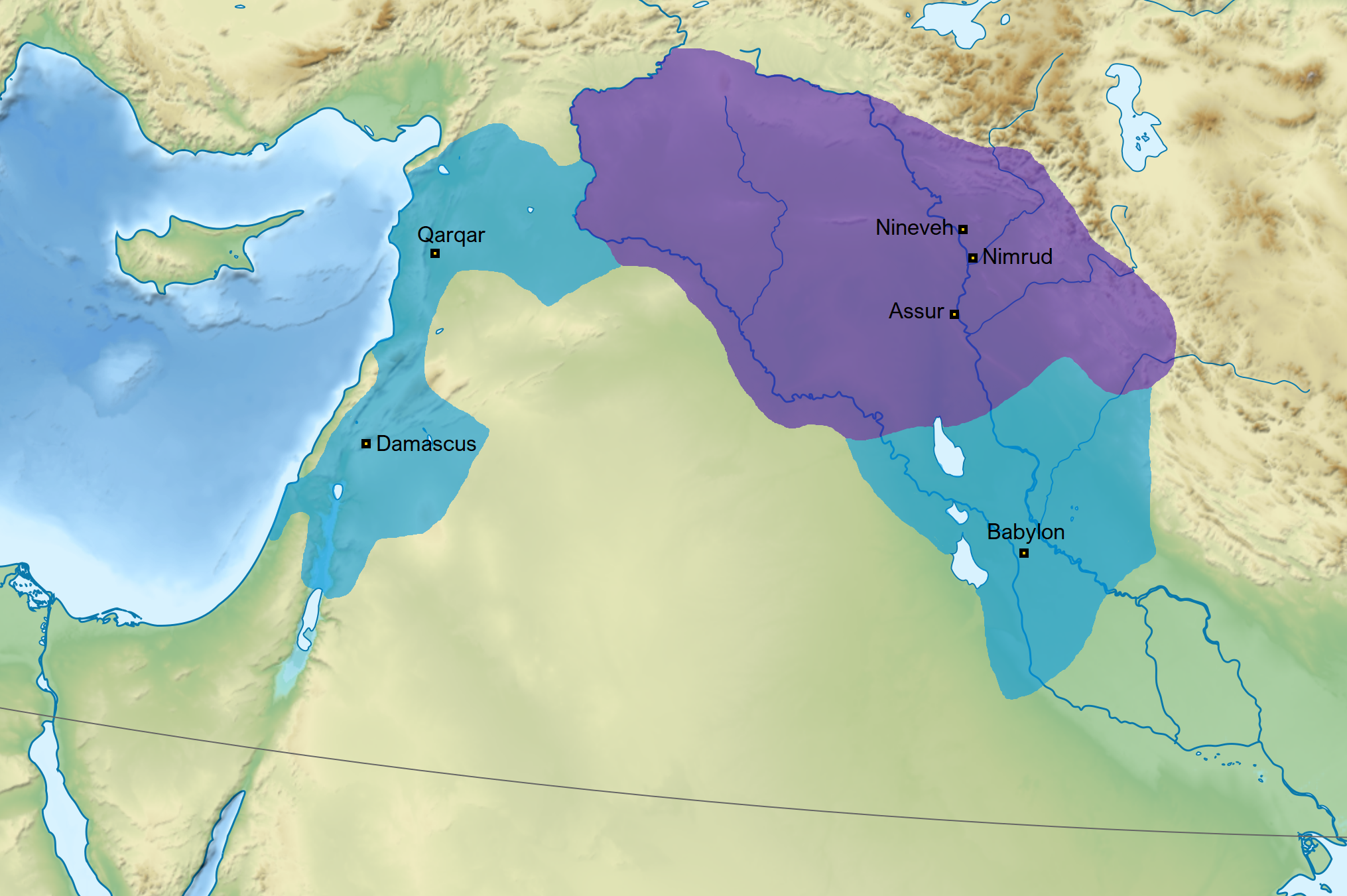
Mapa del Imperio Neoasirio antes (color púrpura) y después (púrpura y azul) del reinado de Tiglath-Pileser III.

A su muerte, dejó un reino mucho más extenso del que había recibido, con un ejército poderoso y modernizado, y una administración reformada. Como la política de conquistas y adhesiones amenazaba con exceder las posibilidades del Estado, procuró limitarlas a las indispensables, prefiriendo rodearse de Estados tributarios vasallos, y la creación de plazas fuertes, guarniciones y colonos deportados, que podían servir como tropas auxiliares. Asimismo, la rápida expansión del imperio condujo a desplazamientos de población en gran escala, por la política de deportaciones masivas seguidas con los pueblos enemigos, para romper su cohesión social.

## Legado
Las conquistas y reformas de Tiglath-Piléser III llevaron al establecimiento del Imperio neoasirio como un imperio estable que iba a ser un modelo para futuros imperios.  Construyó un palacio real en Kalhu (la bíblica Cálah, el llamado "palacio central"), más tarde desmantelado por Asarhaddón.  Hizo grabar sus anales reales en los bajorrelieves que representan sus logros militares en las losas esculpidas que decoran su palacio.
A su muerte, fue sucedido por su hijo Ululayu, quien tomó el nombre de Salmanasar V, quien siguió haciendo campaña en el Levante, derrotó a Egipto y capturó a Samaria.

## Títulos
En una inscripción de Nimrud que relata algunas de las actividades de su reinado, Tiglat-Pileser III reclamó los siguientes títulos:

“Tiglat-pileser, el gran rey, el rey poderoso, rey del universo, rey de Asiria, rey de Sumer y Akkad, rey de los cuatro rincones del mundo; que está atento al levantamiento de los ojos de Enlil, el rey que desde la salida del sol hasta su puesta ha dispersado a todos sus enemigos al viento y ha mantenido [su] dominio; quien somete a los pueblos de la[s] tierra[s] alta[s] y la[s] baja[s], quien destituye a sus gobernantes e instala a sus [propios] oficiales.”